# Pensionnat indien d'Alberni
Le Pensionnat indien d'Alberni, (en anglais : Alberni Indian Residential School) est un Pensionnat pour Autochtones situé  Port Alberni, de 1891 à 1973. Il est situé au sud de la réserve indienne de Tsahaheh 1 et à environ quatre kilomètres au nord de Port Alberni. Cette école est connue pour la maltraitance sur mineur systématiques du personnel enseignant sur les enfants. Le pensionnat a aussi été ciblé pour mener des expériences nutritionnelles sur les enfants, entre 1948 et 1952. 

## Histoire
Le pensionnat indien d'Alberni est fondé en tant qu'école de jour par le juge Presbyter Reverand. MacDonald en 1891. La sœur de MacDonald convainc la Presbyterian Woman’s Missionary Society qu’une école plus grande est nécessaire. La nouvelle école devient rapidement un internat avec 50 élèves de la Presbyterian Woman’s Missionary Society, sous la direction de l’infirmière en chef Elizabeth Lister et de M. McKee, enseignant. 
H.B. Curry en est le directeur lorsque l'école brûle en 1917, et après sa reconstruction et sa réouverture en 1920. La direction de l’école est confiée à la United Church Woman’s Missionary Society en 1925. F. E. Pitts est nommé directeur de 1927 jusqu'en 1939, suivi de R.C. Scott. En 1944, A.F. Caldwell prend la tête de l'institution. La même année, deux nouvelles salles de classe et la maison de retraite (plus tard nommé Peake Hill) sont construites sur le site du pensionnat. Dès lors, le gouvernement prend la responsabilité de l'embauche des enseignants. En 1958, John Denny en 1958 devient le directeur de l'institution, suivi de J.A. Andrews en 1962. En 1969, le gouvernement fédéral prend l'entière responsabilité de la gestion de l'école. Le pensionnat indien d'Alberni ferme ses portes en 1973. Le bâtiment est démoli en 2009.

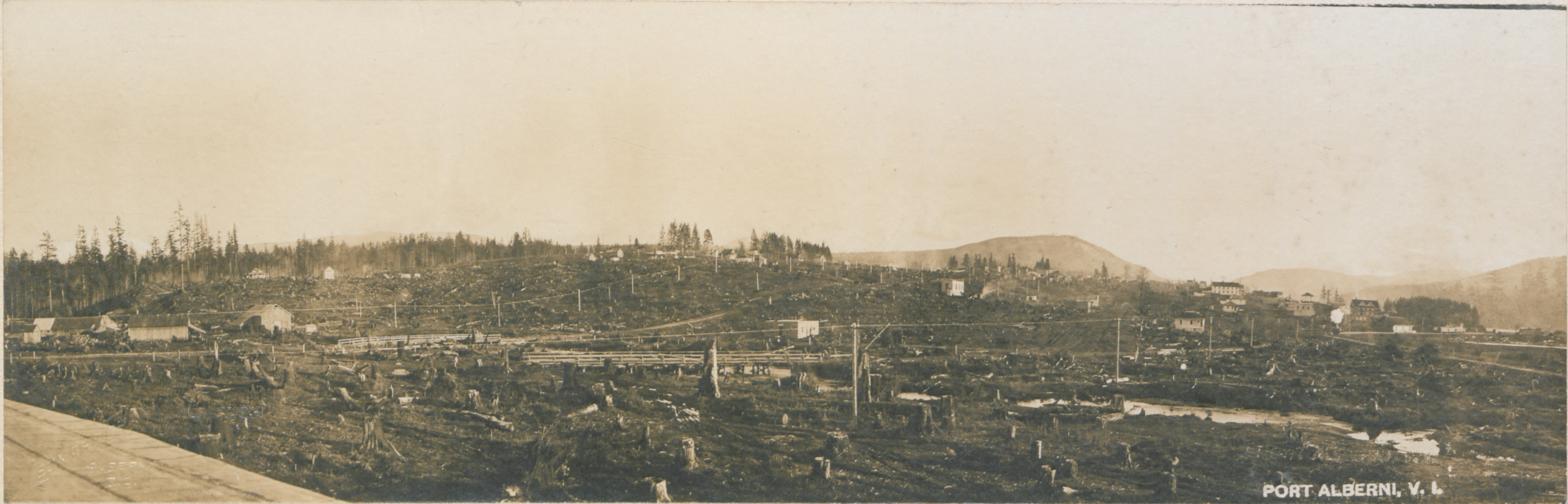
Port Alberni, vers 1912.

Ce type d'établissement a été mis en place pour les peuples autochtones du Canada et appelé pensionnat indien. Le premier établissement du genre ouvre ses portes dans les années 1840 et le dernier a fermé ses portes en 1996,,. Ce type d'école représente un chapitre sombre de l'histoire canadienne. Au cours de leur existence, les pensionnats indiens ont pour objectif d'éloigner les enfants autochtones de leurs parents et de les couper de leur influence culturelle. L'utilisation de leur langue maternelle respective y est strictement interdite. Les pensionnats pour Autochtones avaient aussi un mandat « civilisateur », qualifié de « triomphalisme culturel » par une commission d'enquête.

## Expériences nutritionnelles sur les Autochtones
Entre 1948 et 1952, des expériences nutritionnelles ont eu lieu dans six pensionnats pour enfants autochtones au Canada, dont le Pensionnat indien de Port Alberni. Des équipes de médecins, d'infirmières, de dentistes sont chargés d'évaluer l'état de santé des enfants autochtones, ainsi que de recueillir des données sur les menus scolaires. Ils devaient aussi administrer des tests d'intelligence et d'aptitude.

## Abus et agression sexuelle
Des témoins contemporains rapportent des conditions extrêmement mauvaises au pensionnat d'Alberni, à la fois en ce qui concerne l'état générale de l'école, le traitement réservé aux élèves et les mauvaises conditions d'hygiène, causant des morts. Des enfants y sont maltraités physiquement et  agressés sexuellement. Un enseignant y est jugé pour 36 cas survenus entre 1948 et 1968. Le cas du pensionnat indien de Port Alberni a conduit à une enquête systématique sur l'ensemble de ces écoles. Douglas Hogarth, juge à la Cour suprême, déclarait que ce système scolaire n'était rien de plus qu'une « institution pour la pédophilie institutionnalisée ». 
En 1995, Arthur Plint ancien surveillant de dortoir des pensionnats indiens de 1947 à 1968, est condamné pour abus sexuels contre des enfants.

## Sépultures anonymes
En 2023, la Première Nation Tseshaht annonce la découverte d'au moins 17 sépultures anonymes sur le site de l'ancien pensionnat. La communauté estime que 67 enfants autochtones ont perdus la vie au sein de l'établissement. 

### Filmographie
- 2006 : Unrepentant: Kevin Annett and Canada's Genocide.